# Article premier de la Constitution de la Cinquième République française
Préambule Article 2
L'article premier de la Constitution de la Cinquième République française définit les principes fondamentaux de la République française depuis le passage à la Cinquième République le 5 octobre 1958.

## Texte
« La France est une République indivisible, laïque, démocratique et sociale. Elle assure l'égalité devant la loi de tous les citoyens sans distinction d'origine, de race ou de religion. Elle respecte toutes les croyances. Son organisation est décentralisée.
La loi favorise l’égal accès des femmes et des hommes aux mandats électoraux et fonctions électives, ainsi qu’aux responsabilités professionnelles et sociales. »

— Texte de la Constitution en vigueur sur le site internet du Conseil Constitutionnel

### Le premier alinéa
La première phrase reprend mot pour mot l'article 1 de la constitution de 1946.
Les trois premières phrases du premier alinéa appartenaient à l'article 2 jusqu'en 1995.
La dernière phrase du premier alinéa, mentionnant l'organisation décentralisée de la République, est un ajout introduit par la révision constitutionnelle de mars 2003.

### Le second alinéa
Le second alinéa a été ajouté par la loi constitutionnelle du 23 juillet 2008. Il reprend et complète une disposition présente auparavant dans l'article 3.

### Ancienne rédaction
L'article 1er était auparavant consacré à la Communauté, outil juridique conçu par les constituants de 1958 mais jamais réellement appliqué :
«  La République et les peuples des territoires d'outre-mer qui, par un acte de libre détermination, adoptent la présente Constitution instituent une Communauté.

La Communauté est fondée sur l'égalité et la solidarité des peuples qui la composent. »
— Version d'origine de la Constitution sur le site internet du Sénat
Cette rédaction de l'article, tout comme les autres articles  relatif à la « Communauté », a été abrogée par la révision constitutionnelle du 4 août 1995.

## Applications

### L'indivisibilité de la République
L'indivisibilité de la République induit l'unicité du peuple français. Ainsi, dans sa décision relative au statut de la Corse du 9 mai 1991, le Conseil constitutionnel considère que la reconnaissance d'un peuple corse, composante du peuple français, est contraire à l'article premier de la Constitution de 1958. En effet, il se réfère à la tradition constitutionnelle française, laquelle ne connaît que « le peuple français, composé de tous les citoyens français, sans distinction d'origine, de race ou de religion ». Pour autant, cet article doit être combiné avec le premier alinéa de l'article 72-3 de la Constitution de la Cinquième République française qui dispose que « La République reconnaît, au sein du peuple français, les populations d'outre-mer, dans un idéal commun de liberté, d'égalité et de fraternité ». L'indivisibilité de la République est l'un des fondements du principe d'égalité qui interdit de distinguer les individus en fonction de leur origine, de leur race ou de leur religion, tel qu'il est aussi consacré par l'alinéa 1 de l'article premier.
Le principe d'indivisibilité s'oppose aussi à la reconnaissance de droits collectifs à des groupes au sein du peuple français. Ces droits doivent être communs à l'ensemble du peuple français. Ce raisonnement justifie l'opposition du Conseil constitutionnel à la ratification de la Charte européenne des langues régionales ou minoritaires par une décision du 15 juin 1999 (« Considérant qu'il résulte de ces dispositions combinées que la Charte européenne des langues régionales ou minoritaires, en ce qu'elle confère des droits spécifiques à des "groupes" de locuteurs de langues régionales ou minoritaires, à l'intérieur de "territoires" dans lesquels ces langues sont pratiquées, porte atteinte aux principes constitutionnels d'indivisibilité de la République, d'égalité devant la loi et d'unicité du peuple français ». L'opposition du Conseil constitutionnel à la ratification de cette Charte vient aussi de sa contradiction avec l'article 2 de la Constitution de la Cinquième République française qui consacre le français comme langue officielle.
Toutefois, l'indivisibilité de la République ne signifie pas que les territoires qui la constituent sont voués à lui appartenir éternellement, car ce principe existe conformément au droit des peuples à disposer d'eux-mêmes. Cela fut illustré par la sécession des anciennes colonies dans les années 1960, y compris des départements à part entière à l'issue du référendum d'autodétermination de l'Algérie en 1962. De nos jours, l'article 77 de la constitution encadre les modalités du processus d'autodétermination de la Nouvelle-Calédonie.

L'indivisibilité concerne donc les territoires qui vouent allégeance à la République.

### La laïcité de la République
L'article premier consacre constitutionnellement la laïcité de la République. Pour autant, des statuts spécifiques demeurent, notamment en ce qui concerne le droit local en Alsace et en Moselle qui fait perdurer le Concordat de 1801. La loi de séparation des Églises et de l'État de 1905 ne put l'abroger lors de sa promulgation étant donné que ces départements étaient allemands à l'époque (voir Concordat en Alsace-Moselle). Ce régime est caractérisé, notamment, par le financement du salaire de certains ministres du culte par l'État, en contradiction avec le principe de non-subventionnement des cultes issu de la loi de 1905 relative à la séparation des Églises et de l'État. Toutefois, dans une décision de 2013 dite Association pour la promotion et l'expansion de la laïcité, le Conseil constitutionnel, saisi d'une question prioritaire de constitutionnalité, a estimé que « […]  toutefois, qu'il ressort tant des travaux préparatoires du projet de la Constitution du 27 octobre 1946 relatifs à son article 1er que de ceux du projet de la Constitution du 4 octobre 1958 qui a repris la même disposition, qu'en proclamant que la France est une « République. . . laïque », la Constitution n'a pas pour autant entendu remettre en cause les dispositions législatives ou règlementaires particulières applicables dans plusieurs parties du territoire de la République lors de l'entrée en vigueur de la Constitution et relatives à l'organisation de certains cultes et, notamment, à la rémunération de ministres du culte ; ».
De ce fait, découlant des travaux préparatoires de la constitution de 1946 et 1958  le principe de laïcité de la République n'est pas violé par le maintien du Concordat en Alsace-Moselle.
On peut aussi ajouter le cas des territoires ultramarins concernés par les décrets Mandel, qui y maintiennent la possibilité du financement du culte par l’État. La Guyane en particulier reste sous l'empire de l'ordonnance royale de Charles X de 1828, y accordant le monopole du culte à l'Église catholique.
En dehors de ces cas particuliers, le principe de laïcité implique la neutralité religieuse de l'État. Celui-ci ne reconnaît aucun culte en particulier et, par conséquent, ne peut les subventionner. En revanche, il est le garant du libre exercice des cultes et ne doit pas empêcher les citoyens de pratiquer leurs religions dès lors que leurs pratiques ne menacent pas l'ordre public.
Le principe de laïcité figure parmi les droits et libertés que la Constitution garantit. À ce titre, il peut être invoqué à l'appui d'une question prioritaire de constitutionnalité (Conseil constitutionnel, Décision n° 2012-297 QPC du 21 février 2013).

### L'égalité
La notion d'égalité est également reprise dans la devise à l'article 2 de la Constitution et dans la déclaration des droits de l'homme et du citoyen de 1789. Ce principe est cependant restreint selon la jurisprudence : l'égalité peut être brisée pour l'intérêt général (2005-514 DC) ou pour les expérimentations (2004-503 DC), ne s'impose que dans des situations identiques (93-325 DC), concerne en priorité les situations de droit (81-134 DC), avec des exceptions (82-143 DC) et doit être proche de la loi avec des critères rationnels (98-397 DC et 91-298 DC). Ces décisions font que les critères ethniques ou la discrimination positive sont anticonstitutionnelles.

### «Race» et interdiction des statistiques ethniques
L'utilisation du mot « race » dans l'article 1er a fait l’objet de nombreuses remises en question transpartisanes, mais les nombreuses tentatives législatives de modification de cette formulation à partir des années 2000 ont toutes échoué. Une difficulté vient précisément du fait que le substantif « race » a pris en français des sens très divers : terme du langage courant, terme technique en sciences naturelles, pseudo-concept dans des discours racistes, mémoire d'une histoire tragique, outil sociologique et juridique. En France, son éventuelle suppression du texte de la constitution divise fortement les militants anti-racistes et les personnalités politiques. Les arguments en faveur et en défaveur de la suppression du mot de la Constitution, et plus généralement du droit pénal français, sont constants depuis le début des années 1990, et les débats sont passionnés : certains reprochent au mot « race » sa connotation historique ou l'évocation d'une réalité biologique que la science a réfutée, tandis que d'autres utilisent le mot avec le sens qu’il prend en sociologie, et pensent que sa suppression affaiblirait la législation antiraciste.
Dans une décision de 2007 relative à la loi du 20 novembre 2007 relative à la maîtrise de l'immigration, à l'intégration et à l'asile, le Conseil constitutionnel a indiqué que la prohibition des distinctions posée par l'article premier de la Constitution interdisait la réalisation de traitements statistiques reposant sur l'origine ethnique ou la race, même à des fins de recherche.

## Décentralisation
La révision constitutionnelle de 2003 a ajouté le principe de décentralisation à l'article premier de la constitution.